# 朗代库尔
朗代库尔（法語：Landécourt，法語發音：[lɑ̃dekuʁ]）是法国默尔特-摩泽尔省的一个市镇，属于吕内维尔区。

## 地理
朗代库尔（48°29'59"N, 6°25'0"E）面积5.82 平方千米，位于法国大東部大區默尔特-摩泽尔省，该省份为法国东北部内陆省份，是洛林的一部分，北邻比利时、卢森堡，北起顺时针与摩泽尔省、下莱茵省、孚日省和默兹省接壤。
与朗代库尔接壤的市镇（或旧市镇、城区）包括：克莱约尔、安沃、弗朗孔维尔、拉马特、莫里维莱。

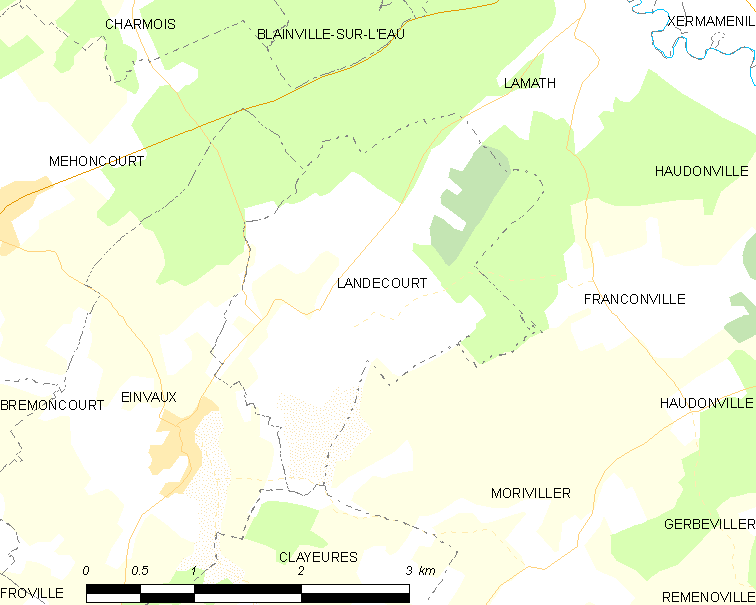
朗代库尔的OSM定位图

朗代库尔的时区为UTC+01:00、UTC+02:00（夏令时）。

## 行政
朗代库尔的邮政编码为54360，INSEE市镇编码为54293。

## 政治
朗代库尔所属的省级选区为吕内维尔第二县。

## 人口

1962-2008年间朗代库尔人口变化图示

朗代库尔于2022年1月1日时的人口数量为85人。